# Caria

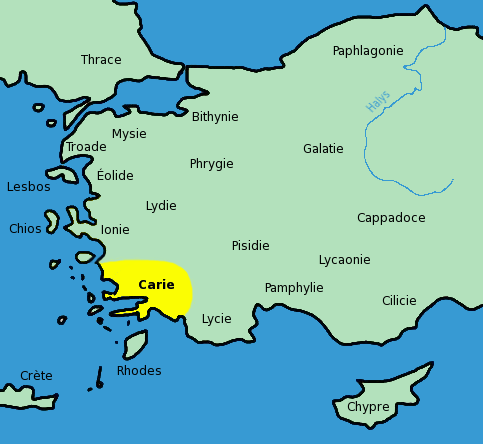
Poziţia Cariei în Asia Mică

Caria (în greaca veche Καρία/ Karía) este o regiune istorică din sud-vestul Asiei Mici, situată între Lycia la est, Pisidia la nord-est, Lydia la nord și Marea Egee la sud-vest. Ea corespunde cu regiunea actuală Bodrum din sud-vestul Turciei

## Istorie
În alte limbi, Caria era cunoscută sub denumirile de Karkija (în limba hitită), Karsa (în babiloniană), Kurka (în limbile elamită și persană).
La origine, Caria apărea în secolele al XV-lea î.Hr.-al XIV-lea î.Hr. ca un mic regat mai întâi vasal al hitiților, apoi independent. Ea a primit devreme influența greacă și a utilizat alfabetul grec pentru transcrierea limbii cariene, idiom care făcea parte din limbile anatoliene, descifrată începând din 1981, dar a cărei cunoaștere rămâne extrem de fragmentară. Coasta cariană a fost mai întâi frecventată de fenicieni, apoi de dorieni care au fondat cetățile Cnida și Halicarnas. Datele tradiționale ale fondării Miletului variază: 1077 î.Hr. sau 1044 î.Hr.

Caria a devenit, în secolele al VIII-lea î.Hr și al VII-lea î.Hr. vasală a Frigiei, apoi în secolele al VI-lea î.H.r și al V-lea î.Hr. al Lydiei, înainte de a trece în 546 î.Hr. sub dominația persană pentru a fi integrată în satrapia de Sardes. Miletul, în revanșă nu s-a predat decât la capătul a trei ani de asediu: din 497 î.Hr. până în 494 î.Hr. Satrapii locali se bucurau de o mare autonomie, cum au fost Mausol și soția sa Artemisa a II-a. Pentru Imperiul Persan, Miletul nu era decât un aliat punctual, situat la marginea imperiului și a cărui susținere nu era voluntară ci forțată. În 497 î.Hr., perșii au pierdut coasta cariană cu Miletul, Cnida și Halicarnas care s-au alăturat Ligii de la Delos; în iarna 412 î.Hr. / 411 î.Hr., au avut loc revolta și bătălia Miletului. Alexandru cel Mare a cucerit Caria în 334 î.Hr. cu ajutorul Adei, detronată de fratele său, Mausol, și de perși. La moartea lui Alexandru, Caria revine, pentru scurt timp, Imperiului Seleucid, înainte de a fi împărțită între două polisuri: cel al Rhodosului care domina coasta, și cel al Cibyrrheii care domina interiorul.

## Personalități celebre
- Herodot, considerat părintele disciplinei istoriei, născut în cetatea Halicarnas;
- Mausol, satrap al Cariei în secolul al IV-lea î.Hr., pentru care a fost edificat Mausoleul din Halicarnas;
- Ada din Caria, sora lui Mausol și satrap al Cariei;
- Melancomas din Caria, pugilist din secolul I î.Hr., celebru prin a fi câștigat lupte, în mod regulat, fără să fi dat nici cea mai mică lovitură. [2]